# 本郷村 (山口県)
本郷村（ほんごうそん）は、山口県の東部にあった村。2006年3月20日、岩国市および玖珂郡内の町村（和木町を除く）と合併して新たに岩国市となり、村域は岩国市本郷町（ほんごうまち）となった。
山口県で最後まで残っていた村である。

## 歴史
中世においては、傀儡の大内氏を立てた陶氏の勢力伸長・先駆け的地域に位置している。陶氏と安芸の国衆の勢力争いにおいては、陶氏の先鋒的な役割を担わされた。宮島の合戦前の小競り合い（折敷畑の戦い）において、山代衆が廿日市に遠征し安芸の国衆に敗れている。宮島の合戦後に行われた毛利氏（安芸の国衆首領）の征討戦では山代地方では成君寺城の戦いがあったとされるが、全体としては激しい抵抗戦は起こっていない。関ヶ原の戦いの結果、防長２州に移封された毛利氏の政策は、国境の守りとして山代地方を重視し代官所が置かれていた。また、この時代開かれたと思われる集落は一様に士分として認められた所もある。地勢として山間地域であるため楮・三椏の生産があり、耕作地の地力維持に必要な茅・草には事欠かず、農地の生産性は比較的高かったと思われる。ここに目をつけた。毛利藩では高い税率を課して、藩財政の潤沢を図っているが、結果として山代一揆を起こしている。

### 沿革
- 1889年（明治22年）4月1日 - 町村制の施行により、本郷村・宇塚村・西黒沢村・本谷村の区域をもって発足。
- 1911年（明治44年）7月1日 - 河波村の一部（大字波野）を編入。
- 2006年（平成18年）3月20日 - 岩国市・由宇町・玖珂町・周東町・錦町・美川町・美和町と合併し、改めて岩国市が発足。同日本郷村廃止。

## 隣接する自治体
- 玖珂郡：錦町、美川町、美和町

## 大字
- 宇塚 （うづか）
- 西黒沢 （にしくろざわ）
- 波野 （はの）
- 本郷 （ほんごう）
- 本谷 （ほんだに）

## 交通

### 鉄道
村内を鉄道路線は通っていない。鉄道を利用する場合の最寄り駅は、錦川鉄道錦川清流線河山駅。

### 路線バス
- 本郷村営らかん清流バス

### 道路
- 一般県道

通っていない
- 主要地方道
  - 山口県道59号岩国錦線
  - 山口県道69号徳山本郷線
- 一般県道
  - 山口県道130号本郷周東線
  - 山口県道131号本郷五味線
  - 山口県道134号秋掛錦線

## 名所・旧跡・観光
- 羅漢山